# R-4D
Das R-4D ist ein kleines Lageregelungstriebwerk, welches für die Apollo-Mondlandefähre (Lunar Module) und das Apollo-Servicemodul von der Marquardt Corporation entwickelt wurde. Es verwendet als hypergolen Treibstoff Stickstofftetroxid und Hydrazin und erzeugt einen Schub von 490 N, der spezifische Impuls beträgt 312 s.

## Eigenschaften und Technik
Die Masse des Triebwerks beträgt ohne Treibstoff etwa 3,63 kg, das Verhältnis von Schub zu Gewicht ca. 13,736. Das R-4D ist etwa 0,55 m hoch und hat einen Durchmesser von 0,28 m, der Brennkammerdruck beträgt während des Betriebs ungefähr 6,93 bar.
Die Brennkammer sowie die Düse sind aus disilizidbeschichtetem Molybdän gefertigt, wobei das Expansionsverhältnis 6,8 beträgt.